# 오노촌 (와카야마현)
오노촌(大野村)은 와카야마현 가이소군에 있던 촌이다. 현재의 가이난시 중심부에 해당한다.

## 역사
- 1889년 4월 1일 - 정촌제 시행에 수반해 4개 촌의 구역을 가지고 나구사군 오노촌이 성립하였다.
- 1896년 4월 1일 - 아마군, 나구사군과 합병해 가이소군이 되었다.
- 1934년 5월 1일 - 히카타촌, 구로에정, 우쓰미정과 합병해 가이난시가 성립하여, 동일 오노촌은 폐지되었다.

## 교통

### 철도
- 노가미 전기철도
  - 노가미선

### 도로
현재는 구촌 지역에 한와 자동차도 가이난 나들목이 소재하지만 당시엔 미개통 

## 참고문헌
- 角川日本地名大辞典 30 和歌山県